# Karl Kennepohl
Karl August Bonifatius Kennepohl (* 5. Juni 1895 in Osnabrück; † 17. August 1958 in Osnabrück) war ein Gymnasiallehrer und Münzsammler sowie Numismatiker.

## Familie
Karl Kennepohl war ein Sohn des Geographie- und Geschichtslehrers am Carolinum Osnabrück, Hermann Kennepohl (* September 1854 in Meppen) und seiner Frau Theresia Schierhölter. Kennepohl hatte den Sohn Karl August (* 22. Mai 1922; † 1981), seit 1978 Werksdirektor bei Kabelmetal Osnabrück.

## Leben
Er besuchte von 1901 bis 1905 die Domschule und danach das Gymnasium Carolinum in Osnabrück, wo er 1914 Abitur machte. Bei Kriegsausbruch wurde er Freiwilliger im Infanterie-Regiment „Herzog Friedrich Wilhelm von Braunschweig“ (Ostfriesisches) Nr. 78, wurde aber schon im Herbst 1914 wegen einer Erkrankung entlassen. Er studierte dann an der Universität Würzburg und ab Herbst 1915 in Göttingen. 1918 wurde er an der Universität Münster mit einer Dissertation „Die Stadt Osnabrück und Bischof Ernst August I. 1662–1698“ promoviert. Seine Assessoren-Zeit absolvierte er in den Fächern Deutsch, Geschichte und Erdkunde am Ratsgymnasium Osnabrück. Von 1925 bis 1927 unterrichtete er am Georgianum Lingen. Nach einer Zeit am Gymnasium in Papenburg kehrte er in den 1930er-Jahren nach Osnabrück zurück und wurde Studienrat am Carolinum, wo er bis zu seinem Tod wirkte.
Karl Kennepohl war ein leidenschaftlicher Numismatiker. Er errichtete für die Stadt Osnabrück ein Münzkabinett, das bis zum Zweiten Weltkrieg im Rathaus neben dem Friedenssaal untergebracht war. Er schrieb 1938 das Standardwerk zur Osnabrücker Münzgeschichte „Die Münzen von Osnabrück“. Nebenbei legte er auch für sich selbst eine Privatsammlung an, die Sammlung Kennepohl. Die Sammlung enthielt fast 5.000 Einzelobjekte mit zahlreichen numismatischen Besonderheiten vom 8. bis zum 19. Jahrhundert. Sie wurde 2004 durch das Auktionshaus Künker in Osnabrück versteigert.
Als ausgewiesener Kenner der ostfriesischen Münzen erhielt Kennepohl 1952 von der Ostfriesischen Landschaft in Aurich den Auftrag, ein Korpuswerk über die Münzen Ostfrieslands zu veröffentlichen. Er konnte das Werk nicht mehr abschließen. Es wurde 1982 von Bernd Kappelhoff veröffentlicht. Kennepohl war bis 1956 Vorsitzender der 1951 in Göttingen gegründeten Deutschen Numismatische Gesellschaft. Er war auch Beisitzer in der Numismatischen Kommission der Länder in der Bundesrepublik Deutschland und Mitglied in der Historischen Kommission für Niedersachsen und Bremen.

## Ehrungen
- Am 3. Januar 1955 wurde ihm die Justus-Möser-Medaille  der Stadt Osnabrück verliehen.

## Schriften (Auswahl)
Siehe Kennepohl, Karl. Publikationen in der bibliografischen Datenbank der Regesta Imperii. (27 Einträge)
- Wiedenbrück oder Osnabrück? (Ein Beitrag zum Kontermarkwesen). In: Blätter für Münzfreunde. 55, 1920, Nr. 7/8 (Juli/August), S. 64–66.
- Die Stadt Osnabrück und Bischof Ernst August I. In: Mitteilungen des Vereins für Geschichte und Landeskunde von Osnabrück. Band 44, 1921, S. 155–219 (= Dissertation an der Universität Münster).
- Eine Schaumünze des Osnabrücker Bischofs Karl, Herzog von Lothringen, 1698–1715. In: Blätter für Münzfreunde. 1921, Nr. 7/8 (Juli/August), S. 169–170.
- Ein Fund Osnabrücker Kupfermünzen (Fund Badbergen). In: Blätter für Münzfreunde. 57, 1922, Nr. 2 (März/April), S. 233–236.
- Sterlingsgeld in Westfalen in der ersten Hälfte des 13. Jahrhunderts. In: Berliner Münzblätter. 54, 1925, Nr. 264 (Dezember), S. 150–154.
- Beiträge zur Geld- und Münzgeschichte des Bistums Osnabrück. Die Zeit der S. Colonia-Denare. In: Berliner Münzblätter. 55, 1925, Nr. 267 (März), S. 215–221.
- Zum Münzfund von Schwefingen bei Meppen. In: Osnabrücker Volkszeitung. 8. August 1925.
- Über Hammer Münzen. In: Die Heimat. Zeitschrift des Westfälischen Heimatbundes Nr. 7, Juli 1926.
- Die Münzen der Grafschaften Bentheim und Tecklenburg sowie der Herrschaft Rheda. Frankfurt a. M. 1927.
- Die Hammer Münzen. In: 700 Jahre Stadt Hamm. Westfälische Festschrift zur Erinnerung an das 700jährige Bestehen der Stadt. S. 241–266. Hamm 1927.
- Nachträge und Berichtigungen zu den Münzen der Grafschaften Bentheim und Tecklenburg, sowie der Herrschaft Rheda. Frankfurt a. M. 1927.
- Nachrichten zur Oldenburgischen Münzkunde. In: Blätter für Münzfreunde. 62, 1927, Nr. 2 (Mai), S. 69–74.
- Eine Falschmünzerwerkstatt im Sauerlande. In: Berliner Münzbiätter 47, 1927, Nr. 295/296 (Juli/August), S. 99–102.
- Münzgebrechen und Falschmünzerei im alten Osnabrück. In: Osnabrücker Zeitung. 9. August 1927.
- Die Nüllesche Sammlung Osnabrücker Münzen. In: Osnabrücker Volkszeitung. 8. November 1928.
- Der Beginn der neuzeitlichen Münzprägung der Stadt Dortmund. In: Mitteilungen für Münzsammler. 6, 1929, Nr. 71 (November), S. 368–369.
- Zur Geschichte der Groschenmünze in Westfalen. Die Münztagung zu Geseke 1657. In: Frankfurter Münzzeitung N.F. 1, 1930, Nr. 9 (September), S. 134–136, (Corrigendum: S. 171).
- Die Münzsammlung des Heimatmuseums mit besonderer Berücksichtigung der westfälischen Verhältnisse. In: Westfälische Museen. Nr. 8. Münster 1931.
- Osnabrücker Münzstempel. In: Frankfurter Münzzeitung N.F. 3, 1932, Nr. 33 (September), S. 488–492.
- Die Sterbemünzen des Herzogs Karl von Lothringen, Erzbischofs von Trier 1711–15, Bischofs von Osnabrück 1698–1715. In: Frankfurter Münzzeitung N.F. 4, 1933, Nr. 39 (März), S. 38–39.
- Der Ellerbecker Goldfund. In: Blätter für Münzfreunde. 68, 1933, Nr. 6 (Fortl. Nr. 640) (Juni), S. 657–660.
- Wiedenbrück [Probeartikel für das geplante „Handbuch der Münzkunde von Mittel- und Nordeuropa“]. In: Blätter für Münzfreunde. 68, 1933, Nr. 7/8 (Fortl. Nr. 640) (Juli/August), S. 697–698.
- Kreckelmann, nicht Krichmar. In: Frankfurter Münzzeitung N.F. 4, 1933, Nr. 47 (November), S. 160.
- Das Osnabrücker Münzwesen unter den Bischöfen Klemens August von Bayern (1728–61) und Friedrich von York (1764–1802). In: Deutsche Münzblätter. Nr. 376, April 1934.
- Mit dem Faltboot im Emsland. In: Neue Volksblätter. Osnabrück, 23. Mai 1934.
- Eine Falschmünzerwerkstatt im „Hohlen Stein“. In: Zeitschrift: Aus der Vorzeit in Westfalen/Lippe und am Niederrhein. Münster 1934.
- Nachträge und Berichtigungen zu den Münzen der Grafschaften Bentheim und Tecklenburg, sowie der Herrschaft Rheda. Frankfurt a. M. 1927.
- Stammfolge der in den Grafschaften Bentheim und Tecklenburg regierenden Grafen ca. 1100–1806. Von Karl Döhmann. In: Deutsche Münzblätter. (Berlin) 56, 1936, Nr. 400 (April), S. 3–15.
- Neuharlingersiel, ein ostfriesisches Hafenidyll. In: Neue Volksblätter. Osnabrück, 3. Mai 1936.
- Weitere Osnabrücker Münzstempel. In: Deutsche Münzblätter. 56, 936, Nr. 404/405 (August/September), S. 142–143.
- Der Münzfund von Friesoythe. In: Oldenburger Jahrbuch des Vereins für Landesgeschichte und Altertumskunde. Band 41, 1937.
- Die Münzen von Osnabrück. Die Prägungen des Bistums und des Domkapitels Osnabrück, der Stadt Osnabrück, sowie des Kollegiatsstiftes und der Stadt Wiedenbrück. München 1938.
- (Hrsg.) Festschrift zur Feier des 25-jährigen Bestehen des Vereins der Münzforscher und Münzfreunde für Westfalen und Nachbargebiete. Münster 1938.
- Der westfälische Raum im Spiegel seiner mittelalterlichen Münzprägung. In: Der westfälische Erzieher. Folge 17, 1. Dezember 1938.
- Hörder und Unnaer Pfennige nach Dortmunder Währung aus dem Ende des 15. Jahrhunderts. In: Deutsche Münzblätter. 60, 1940, Nr. 447 (März), S. 36–37.
- Der Börsteler Münzfund. In: Blätter für Münzfreunde. 75, 1940, Nr. 7/8 (Juli/August), S. 69–85.
- Goldzahlungen in Westfalen im 11. bis 13. Jahrhundert. In: Hamburger Beiträge zur Numismatik. 1, 1949, Nr. 3, S. 15–20.
- Ein Fund aus dem Gebiete des Bourtanger Moores. In: Hamburger Beiträge zur Numismatik. 1, 1949, Nr. 3, S. 46–63.
- Die Erde gibt einen Schatz heraus. (Übersicht über den Fund von Lagerfeld) In: Neues Tagesblatt. Osnabrück, 12. Oktober 1950.
- Beiträge zum Geldumlauf in Ostfriesland von der Karolingerzeit bis zum Beginn des 15. Jahrhunderts. In: Hamburger Beiträge zur Numismatik. 1, 1950, Nr. 4, S. 5–25.
- Drei Unbekannte westfälische Mittelaltermünzen. In: Festschrift auf die 150. Wiederkehr des Geburtstages Hermann Grotes. Münster 1952.
- Ewald Stange. 75 Jahre alt. In: Festschrift auf die 150. Wiederkehr des Geburtstages Hermann Grotes. Münster 1952.
- Kulturgeschichte in Münzen. 1000 Jahre Wiedenbrück. In: Neue Tagespost. Osnabrück, 14. Juni 1952.
- Zur Kupferprägung der Stadt Coesfeld. In: Berliner Numismatische Zeitschrift. 2, 1953, Nr. 14/15, S. 49–50.
- Zum Geldwesen in Ostfriesland im Zeitalter des Siebenjährigen Krieges. In: Ostfriesland. Zeitschrift der ostfriesischen Landschaft und der Heimatvereine,.Heft 3, 1954, S. 1–3.
- Die Gnadenpfennige Franz Wilhelms von Wartenberg zur Eröffnung der Academia Carolina. In: Festschrift zur 1150. Jahrfeier des Gymnasiums Carolinum. Osnabrück 1954.
- Das Festabzeichen. Der Krönungsdenar. Festschrift zur 1150. Jahrfeier des Gymnasiums Carolinum. Osnabrück 1954.
- Von der Schola Carolina zum Gymnasium Carolinum. In: Osnabrücker Tagesblatt. 21. August 1954.
- Ein unbekannter Aachener Pfennig Kaiser Friedrichs I. In: Berliner Numismatische Zeitschrift. 2, 1954, Nr. 16, 84–86.
- Beiträge zur mittelalterlichen Münzkunde von Oldenburg und Jever. In: Hamburger Beiträge zur Numismatik. 2, 1954, Nr. 8, S. 333–336.
- Ein Klever Stal. In: Blätter für Münzfreunde. 1954, Nr. 3, fortl. Nr. 750 (März), S. 41–42.
- Der Emder Münzmeisterstein. In: Ostfriesland. Zeitschrift für Kultur, Wirtschaft und Verkehr. Heft 3, 1956 S. 1–5.
- Der Osnabrücker Raum im Spiegel seiner mittelalterlichen und neuzeitlichen Münzschatzfunde. In: Osnabrücker Mitteilungen- Band 67, 1956.
- Ein Huldigungs-Doppeltaler der Stadt Emden. In: Berliner Numismatische Zeitschrift. 2, 1956, Nr. 21, S. 197–201.
- Der Geldumlauf in der Grafschaft Bentheim seit der Karolingerzeit. In: Jahrbuch des Heimatvereins der Grafschaft Bentheim. 1958, S. 3–8.
- Der Ostfriesische Münzmeister Dietrich Iden. Ein Beitrag zur Geld- und Wirtschaftsgeschichte des 16. Jahrhunderts. In: Centennial Volume of the American Numismatic Society. New York 1958, S. 381–399.
- Osnabrück: Kleine Geld- und Münzgeschichte. Verkehrsverein Stadt und Land Osnabrück. Osnabrück 1958.
- Zur Osnabrücker Stadtgeographie. In: Geographische Rundschau. Nr. 5, Mai 1958.
- Die Stadt Osnabrück und das Bauerntum. In: Katalog der Landwirtschaftlichen Ausstellung in Osnabrück. 27 April-4. Mai 1958.
- Diepholzer Nikolaus–Swaren. In: Hamburger Beiträge zur Numismatik. 4, 1958/59, Nr. 12/13, S. 231–233.